# Championnat de Hong Kong de football 1988-1989
Navigation
Saison précédente Saison suivante
La saison 1988-1989 du Championnat de Hong Kong de football est la quarante-quatrième édition de la première division à Hong Kong, la First Division League. Elle regroupe, sous forme d'une poule unique, les dix meilleures équipes du pays qui se rencontrent trois fois. En fin de saison, le dernier du classement est relégué et remplacé par le meilleur club de Second Division League, la deuxième division hongkongaise.
C'est le club de Happy Valley AA qui remporte le championnat cette saison après avoir terminé en tête du classement final, avec deux points d'avance sur le triple tenant du titre, South China AA et douze sur Lai Sun Double Flower FA. C'est le deuxième titre de champion de Hong Kong de l'histoire du club après celui remporté en 1965.

## Clubs participants
- Hong Kong Police FC - Promu de D2
- South China AA
- Eastern AA
- Happy Valley AA
- Tin Tin FC - Promu de D2
- Sing Tao SC
- Tsuen Wan FC
- Lai Sun Double Flower FA[1]
- Sea Bee FC
- Hong Kong FC - Promu de D2

## Compétition
Le barème de points servant à établir les classements se décompose ainsi :
- Victoire : 3 points
- Match nul puis victoire lors des tirs au but : 2 points
- Match nul puis défaite lors des tirs au but : 1 point
- Défaite : 0 point

### Classement
| Rang | Équipe                    | Pts | J  | G  | N   | P  | Bp | Bc | Diff |
| ---- | ------------------------- | --- | -- | -- | --- | -- | -- | -- | ---- |
| 1    | Happy Valley AA           | 69  | 27 | 19 | 5/2 | 1  | 52 | 10 | +42  |
| 2    | South China AAT           | 67  | 27 | 21 | 0/4 | 2  | 55 | 16 | +39  |
| 3    | Lai Sun Double Flower FAC | 57  | 27 | 14 | 6/3 | 4  | 37 | 12 | +25  |
| 4    | Sing Tao SC               | 37  | 27 | 6  | 8/3 | 10 | 17 | 26 | -9   |
| 5    | Tin Tin FCP               | 36  | 27 | 7  | 4/7 | 9  | 19 | 21 | -2   |
| 6    | Eastern AA                | 35  | 27 | 6  | 7/3 | 11 | 13 | 27 | -14  |
| 7    | Tsuen Wan FC              | 31  | 27 | 6  | 3/7 | 11 | 22 | 34 | -12  |
| 8    | Sea Bee FC                | 29  | 27 | 5  | 4/6 | 12 | 14 | 30 | -16  |
| 9    | Hong Kong Police FCP      | 28  | 27 | 5  | 4/5 | 13 | 15 | 34 | -19  |
| 10   | Hong Kong FCP             | 16  | 27 | 1  | 4/5 | 17 | 16 | 50 | -34  |

|  | Champion de Hong Kong 1988-1989                                            |
|  | Retrait du championnat en fin de saison                                    |
|  | T : Tenant du titre C : Vainqueur de la Coupe de Hong Kong P : Promu de D2 |

## Bilan de la saison
| Championnat de Hong Kong de football 1988-1989 |                            |
| Champion                                       | Happy Valley AA (2e titre) |
| Coupes et trophées                             |                            |
| Vainqueur de la Coupe de Hong Kong 1988-1989   | Lai Sun Double Flower FA   |
| Qualifications continentales                   |                            |
| Coupe d'Asie des clubs champions 1989-1990     | Aucun                      |
| Promotions et relégations                      |                            |
| Promus en First Division League                | Po Chai Pills FC           |
| Relégués en Second Division League             | Tin Tin FC (retrait)       |
| Relégués en Second Division League             | Tsuen Wan FC (retrait)     |